# Christian von Bülow
Christian Robert von Bülow af Radum (14 de diciembre de 1917-13 de enero de 2002) fue un deportista danés que compitió en vela en la clase Dragon.
Participó en dos Juegos Olímpicos de Verano en los años 1956 y 1964, obteniendo dos medallas, plata en Melbourne 1956 y oro en Tokio 1964.

## Palmarés internacional
| Juegos Olímpicos | Juegos Olímpicos      | Juegos Olímpicos | Juegos Olímpicos |
| Año              | Lugar                 | Medalla          | Clase            |
| ---------------- | --------------------- | ---------------- | ---------------- |
| 1956             | Melbourne (Australia) | Medalla de plata | Dragon           |
| 1964             | Tokio (Japón)         | Medalla de oro   | Dragon           |